# Битва під Муртеном
Битва під Муртеном — битва, що відбулась 22 червня 1476 року поблизу фортеці Муртен на березі Муртенського озера під час Бургундських воєн між бургундськими військами під керівництвом Карла Сміливого з одного боку та ополченням швейцарських кантонів та їхніх союзників (загін герцога Лотаринзького Рене II, австрійська кіннота та загін м. Страсбург) з іншого боку.

## Облога Муртена
Оговтавшись від поразки в битві під Грансоном, Карл Сміливий з 20-тисячною армією, в яку входили 1600 лицарів, знову вторгнувся в Швейцарію та 9 червня обложив фортецю Муртен. Бургундці звели навколо фортеці контрвалаційну лінію та встановили на ній артилерію, а за 1,5-2 км від фортеці спорудили циркумвалаційну лінію, яка захищала їх з тилу. 12 червня бургундці безрезультатно спробували штурмом заволодіти фортецею. Через запеклий опір гарнізону фортеці та через отримані підкріплення Карл Сміливий відмовився від повторного штурму, посилив обстріл Муртена та почав готуватись до польової битви.

## Хід битви

Частину війська (2 000 піхоти та 300 лицарів) Карл Сміливий розташував на циркумвалаційній лінії. Південніше Муртена розташувався табір основних сил. Швейцарці та їх союзники (26-28 тисяч чоловік) розташувались за лісом на північний схід від Муртена. Після прибуття ополчення з Цюриха швейцарці розділились на 3 баталії пікінерів та алебардників, між якими розташувались кінні лицарі та стрільці, та почали атаку зовнішньої укріпленої лінії бургундців. Перша їх атака була відбита бургундськими сторожовими частинами та вогнем артилерії. Баталії, використовуючи складки місцевості, рушили в атаку з інших напрямів, які знаходились поза сектором обстрілу бургундських бомбард. Ударом свої баталій швейцарці зім'яли противника, захопили лінію зовнішніх укріплень, а потім атакували війська Карла Сміливого, що вийшли з табору, та змусили їх тікати. Лицарська кіннота виявилась безсилою у боротьбі з піхотою. Успішну вилазку здійснив також гарнізон Муртена. Армія Карла Сміливого була розбита.
Швейцарці здобули перемогу над сильним у військовому плані противником. В битві під Муртеном ще раз були продемонстровані високі бойові якості швейцарської піхоти та велика ударна сила баталії. Майстерно використовуючи рельєф, швейцарська піхота при підтримці вогнепальної зброї успішно відбивала атаки лицарської кінноти. В рукопашній сутичці швейцарська піхота, озброєна короткими та важкими алебардами, мала перевагу над піхотою противника, озброєною довгими списами.